# پرویز شیخ طادی
پرویز شیخ طادی (زاده ۱۳۴۰) کارگردان، فیلم‌نامه‌نویس و طراح صحنه و لباس اهل ایران است.

## مخالفت با حجاب اجباری
در مراسم افتتاحیه جشنواره فیلم فجر در ۱۲ بهمن ۱۴۰۲ پرویز شیخ‌طادی با اشاره به آنچه بعد از انقلاب ۱۳۵۷ بر کروات، ویدیو و ماهواره گذشته و موجب «خسارت» شده گفت: «یک خواهش دارم... بیش از این به روسری خسارت نزنید». سپس روبروی محمدمهدی اسماعیلی، وزیر فرهنگ و ارشاد اسلامی ایستاد و با نشان دادن یک کراوات گفت: «این کروات را به عنوان هدیه برای آقای اسماعیلی آورده‌ام. عده‌ای که الان به خارج رفته‌اند، کروات‌ها را قیچی کردند و می‌گفتند غرب‌زده هستید.»

## کارگردانی
| فیلم           | سال ساخت | توضیحات          |
| -------------- | -------- | ---------------- |
| سرزمین پدربزرگ | ۱۳۷۷     | فیلم سینمایی     |
| دفتری از آسمان | ۱۳۷۸     | فیلم سینمایی     |
| روایت سه‌گانه   | ۱۳۸۲     | فیلم سینمایی     |
| پشت پرده‌ی مه   | ۱۳۸۳     | فیلم سینمایی     |
| سینه سرخ       | ۱۳۸۵     | فیلم سینمایی     |
| آتش در نیستان  | ۱۳۸۵     | فیلم سینمایی     |
| دایناسور       | ۱۳۸۶     | فیلم سینمایی     |
| شکارچی شنبه    | ۱۳۸۸     | فیلم سینمایی     |
| روزهای زندگی   | ۱۳۹۰     | فیلم سینمایی     |
| امپراتور جهنم  | ۱۳۹۵     | فیلم سینمایی     |
| بانوی سردار    | ۱۳۹۸     | مجموعه تلویزیونی |
| آتش در گلستان  | ۱۴۰۰     | مجموعه تلویزیونی |
| تانک خورها     | ۱۴۰۳     | مجموعه تلویزیونی |

## نویسندگی
| فیلم           | سال ساخت | توضیحات      |
| -------------- | -------- | ------------ |
| سرزمین پدربزرگ | ۱۳۷۷     | فیلم سینمایی |
| دفتری از آسمان | ۱۳۷۸     | فیلم سینمایی |
| روایت سه‌گانه   | ۱۳۸۲     | فیلم سینمایی |
| پشت پرده‌ی مه   | ۱۳۸۳     | فیلم سینمایی |
| سینه سرخ       | ۱۳۸۵     | فیلم سینمایی |
| دایناسور       | ۱۳۸۶     | فیلم سینمایی |
| شکارچی شنبه    | ۱۳۸۸     | فیلم سینمایی |
| روزهای زندگی   | ۱۳۹۰     | فیلم سینمایی |

## بازیگر
- از کرخه تا راین (۱۳۷۱)

## تدوین
- شکارچی شنبه (۱۳۸۸)
- چراغ‌های ناتمام (۱۳۹۵)

## افتخارات
- برنده سیمرغ بلورین بهترین کارگردانی سی‌امین دوره جشنواره فیلم فجر - روزهای زندگی[۲]